# أليس كتاني الأوراق
الأليس كتاني الأوراق نوع نباتي يتبع جنس الأليس من الفصيلة الصليبية.

## البيئة والانتشار
موطنه المشرق العربي والمغرب العربي وشرق أوروبا وأدخل إلى أستراليا. ينتشر في كافة بلدان المشرق العربي المطلة على البحر الأبيض المتوسط وفي المغرب وتركيا وأرمينية وحوض البحر الأسود.